# Agenzia dell'Unione europea per la sicurezza aerea
L'Agenzia dell'Unione europea per la sicurezza aerea, abbreviato in AESA (o EASA, sigla di European Union Aviation Safety Agency), in precedenza chiamata Agenzia europea per la sicurezza aerea, è l'organo di controllo del settore aeronautico dell'Unione europea.

## Introduzione

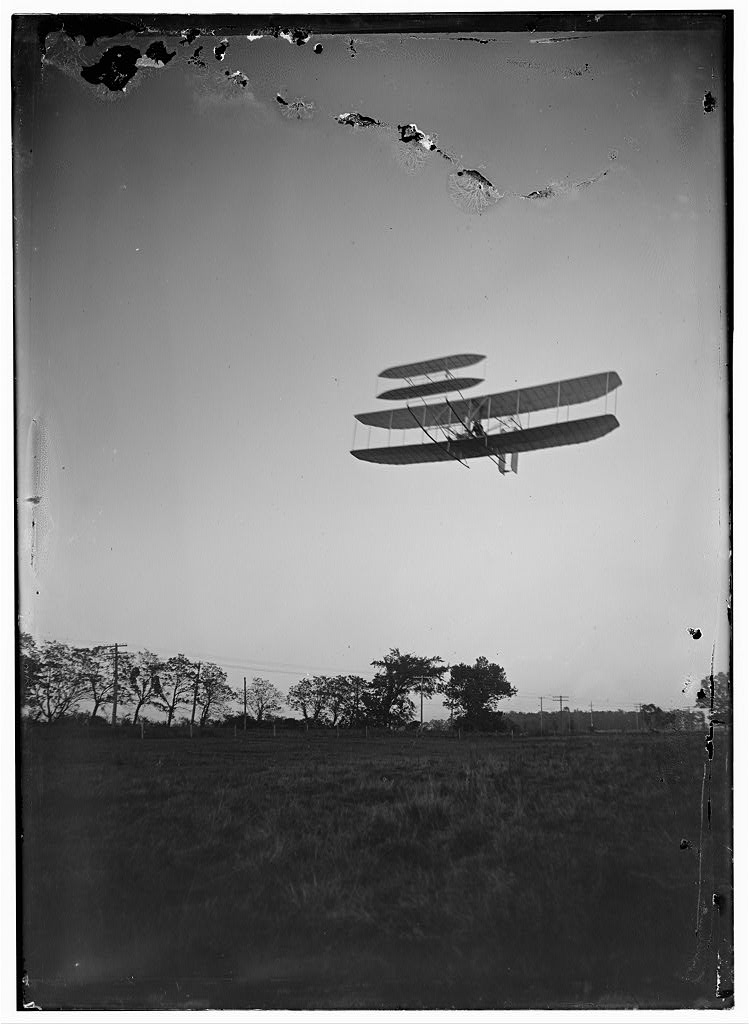
Il Flyer dei fratelli Wright.

Dalla storica data del 17 dicembre 1903, nella quale si levò in volo il primo velivolo a motore più pesante dell'aria, l'aviazione non ha mai cessato di evolversi. Attraverso l'innovazione tecnica, la ricerca ed il miglioramento dei processi di progettazione e costruzione il mezzo aereo si è gradatamente ritagliato quote via via crescenti nell'industria mondiale andando a costituirne, negli ultimi decenni, uno dei settori strategici.
Il trasporto aereo, sia commerciale che di passeggeri oltre ad essere una necessità sociale è uno dei fattori che creano ricchezza per le ricadute economiche, tecnologiche e produttive delle quali gli stati possono beneficiare e ciò nonostante i momenti di crisi. Al giorno d'oggi infatti, in un mondo caratterizzato dalla globalizzazione, risulta impensabile la rinuncia a tale mezzo di trasporto.
La valenza strategica dell'industria aeronautica, e più in generale di quella aerospaziale, per l'Europa si sintetizza bene nella nota seguente pubblicata dal Parlamento europeo:
Per citare qualche numero, basti sapere che circa 25 000 aerei si incrociano quotidianamente nel cielo europeo ed in base alle attuali tendenze del traffico aereo, si prevede che tale numero raddoppi ogni 10-14 anni.
Il mantenimento di tale livelli di crescita comporta da un lato una disponibilità sufficiente in termini di capacità aeroportuali e dall'altro la necessità di una serie di riforme gestionali del settore.
Infatti il trasporto aereo, e di conseguenza l'industria aeronautica, non possono prescindere da tematiche come qualità, sicurezza e tutela ambientale che debbono essere recepite ed attuate per esempio attraverso l'adozione di nuove normative e organismi sia di carattere nazionale che sovranazionale.
L'impegno a perseguire questi obiettivi si è manifestato in Europa con la creazione, nel 1970, delle Joint Aviation Authorities (Autorità Aeronautiche Congiunte o JAA) organizzazione che raggruppa paesi con il comune obiettivo di cooperare e sviluppare normative congiunte a livello europeo per migliorare la qualità e la sicurezza del trasporto aereo.
Nata inizialmente per creare codifiche di certificazione comuni di aeromobili e motori per l'industria europea (in particolare per i prodotti del consorzio internazionale Airbus), le JAA, dal 1987 in poi, hanno esteso le proprie competenze fino alla creazione di norme comuni per gli aspetti manutentivi, di certificazione e progettazione dei prodotti aeronautici.

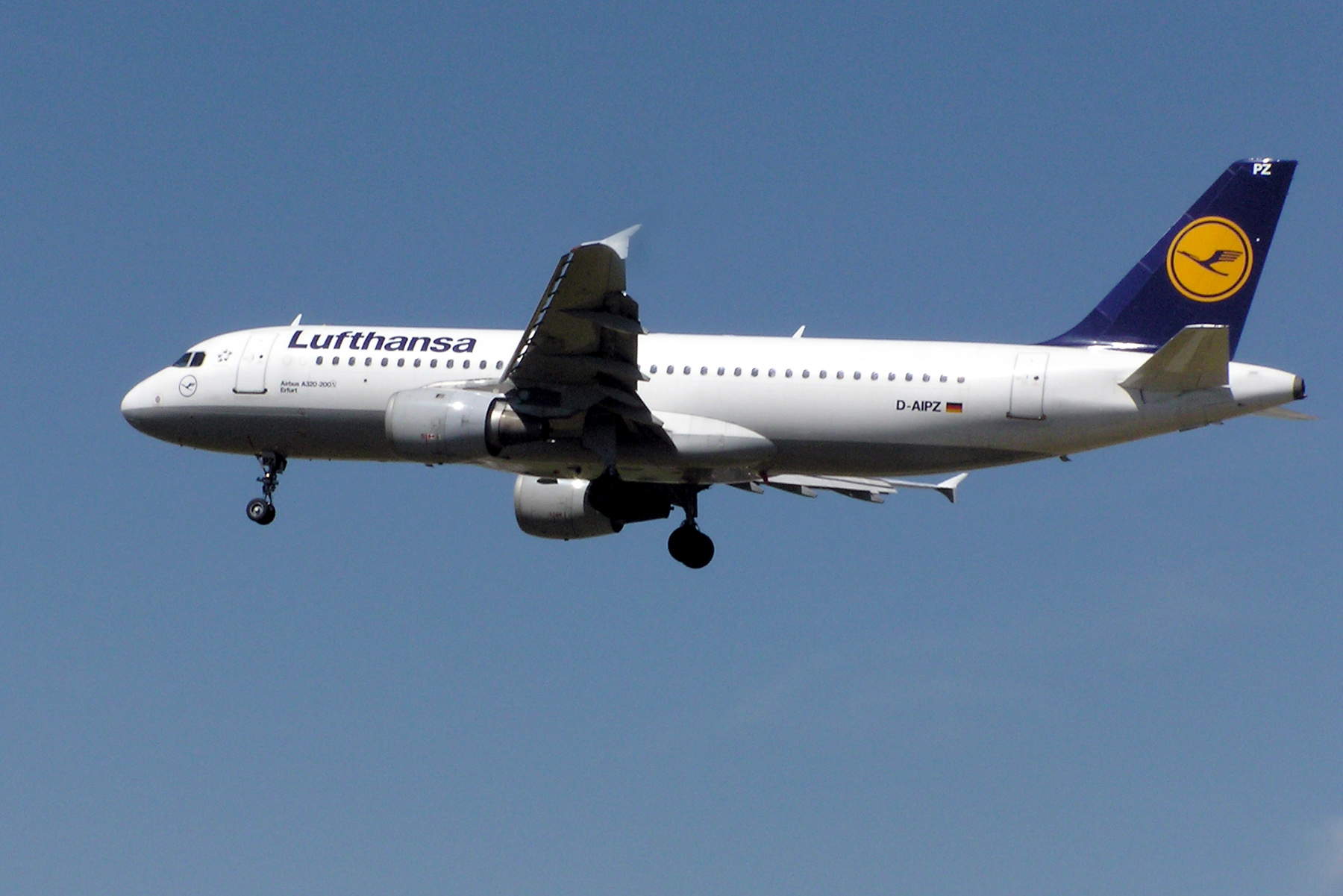
Un A320-200 Lufthansa

La normativa Joint Aviation Requirements 145 (Requisiti Aviazione Congiunti 145 o JAR 145), entrata in vigore nel 1992 e riguardante l'attività di manutenzione per velivoli impiegati nel trasporto pubblico, ne costituisce un esempio.
La volontà di uniformare ed armonizzare ulteriormente queste materie ha condotto gli stati membri dell'Unione europea all'idea di costituire un organismo indipendente, dotato di personalità giuridica e poteri propri, in grado di rispondere a tali aspettative. Gli stati membri hanno percepito la necessità di fornire all'aviazione civile europea regole comuni concernenti i livelli di sicurezza, gli standard di qualità, la compatibilità ambientale, ma anche la circolazione di merci e servizi nonché la cooperazione con paesi terzi.
Questo processo, concretizzatosi il 15 luglio 2002, con la pubblicazione del Regolamento (CE) n. 1592/2002 sulla Gazzetta ufficiale dell'Unione europea, segna la creazione di tali regole e la nascita dell'European Aviation Safety Agency (Agenzia europea per la sicurezza aerea o EASA), con sede a Colonia in Germania.

## La normativa
Il regolamento 1592/2002, poi aggiornato e sostituito dalla 216/2008, definito Basic Regulation (regolamento base) è costituito da due regolamenti di secondo livello che ne illustrano le relative modalità attuative.
Questi due regolamenti, il 1702/2003 e il 2042/2003, chiamati Implementation Rules (regole di implementazione) sono costituiti da un articolato e da uno o più documenti chiamati Parts (parti). Nell'articolato vengono definiti campo di applicazione, obiettivi periodi di transizione con la normativa vigente (JAR) e date di entrata in vigore. Le parti, suddivise in due sezioni, illustrano rispettivamente i requisiti che devono essere soddisfatti dai soggetti aeronautici (sezione A) e le procedure che devono essere seguite dalle autorità competenti (sezione B).
Inoltre per ognuna delle Parts, il Direttore Esecutivo dell'EASA pubblica separatamente sotto forma di “Decisions” (Decisioni)  notizie esplicative ed informazioni aggiuntive che sono chiamate  Acceptable Means of Compliance (metodi accettabili di rispondenza o AMC) e Guidance Materials (materiali guida o GM).
La struttura della Normativa sopra illustrata è di seguito riportata:
Il primo regolamento di secondo livello pubblicato (1702/2003), concerne i processi di certificazione dei prodotti aeronautici e delle imprese di produzione e progettazione. Come precisato nella 1592/2002, un aeromobile, un motore od un'elica costituiscono prodotti aeronautici. Qualsiasi strumento, equipaggiamento, meccanismo, parte, apparato, annesso o accessorio, impiegato per il controllo di un aeromobile in volo ed ivi installato viene invece chiamato parte e pertinenza.
L'Implementation Rule 1702/2003 contiene come annesso la Parte 21, che stabilisce i requisiti e le procedure per la certificazione dell'aeromobile, dei prodotti, delle parti e pertinenze e delle organizzazioni di produzione e progettazione. Sempre nella 1702/2003 vengono introdotte le “Certifications Specifications“ (Specifiche di Certificazione o CS) per garantire l'applicazione uniforme delle norme comuni.
L'altro regolamento di secondo livello (2042/2003), concerne invece il mantenimento dell'aeronavigabilità dei prodotti aeronautici e la certificazione delle imprese e del personale di manutenzione. Esso contiene quattro Parti che riguardano:
- Parte M: il mantenimento in stato di aeronavigabilità dei prodotti aeronautici
- Parte 145: la certificazione delle imprese che effettuano manutenzione
- Parte 66: il rilascio delle licenze di manutentore aeronautico
- Parte 147: la certificazione delle scuole che effettuano l'addestramento tecnico del personale di manutenzione

Quindi tutte le imprese che effettuano manutenzione su prodotti, parti o pertinenze aeronautiche sono soggette alla Parte 145.

## Tempi di entrata in vigore
L'Implementation Rule 2042/2003 è entrata in vigore il giorno dopo la sua pubblicazione, il 21 novembre 2003. Tuttavia per alcuni requisiti, presenti nelle Parti, sono state stabilite delle deroghe, le cui scadenze sono riportate nell'articolo 7 del testo. In ogni caso il regolamento 2042/2003 entrerà in vigore nella sua totalità il 28 settembre 2008.

## Le imprese certificate Parte 145
Per dare un'idea della dimensione dell'attività di manutenzione aeronautica e la sua ripartizione nei paesi, si riportano alcuni dati dell'anno 2003, concernenti le imprese certificate a JAR 145 (oggi Parte 145).
Il numero delle aziende del settore è 2072, senza riguardo per la loro dimensione. Di queste la quasi totalità proviene da paesi europei (diagramma a sinistra), le rimanenti si suddividono negli altri continenti con le proporzioni indicate nella torta di destra.
La prima torta indica che una piccola parte di aziende che operano nel campo della manutenzione aeronautica sono di provenienza extra europea. L'aumento auspicabile di tale quota, estenderà gli standard normativi europei nel mondo.
Un ultimo grafico mostra infine come in ambito europeo il Regno Unito, la Francia, la Germania e l'Italia costituiscono i primi quattro paesi in quanto a numero di aziende certificate.
In questo diagramma sono stati riportati unicamente paesi con un numero di aziende sul totale superiore all'1 %; quelle al di sotto di tale soglia sono state raggruppate nella voce Altri paesi europei.
Questa rappresentazione mostra bene il “peso” che i vari paesi hanno nell'ambito del settore manutentivo aeronautico in Europa.

## Conseguenze sull'aviazione civile europea dovute alla nascita dell'EASA
Il settore dell'aviazione civile in Europa appare oggi piuttosto frastagliato. Il grafico di seguito riportato mostra bene tale aspetto. In esso sono catalogati i paesi del continente europeo a seconda della loro appartenenza ad uno o più organismi che promuovano la cooperazione in ambito aeronautico (situazione del luglio 2005)  :
Con la creazione dell'EASA e delle regole comuni nel campo dell'aviazione civile, i paesi membri dell'Unione Europea si sono fissati un duplice scopo:
- confermare e rilanciare il progetto di condivisione di un futuro comune iniziato con la firma del trattato di Roma nel 1957
- promuovere nel mondo un modello normativo europeo unitario

Già nel 2001 i direttori generali delle autorità aeronautiche nazionali, in un meeting dell'ECAC, iniziarono a discutere sulle conseguenze nel settore del trasporto aereo europeo della creazione dell'EASA. In particolare si desiderava capire meglio come sarebbe stata gestita nel futuro l'attività di regolamentazione nel campo dell'aeronavigabilità, della sicurezza ed in quello della certificazione.
A tale scopo venne istituita una task force congiunta ECAC(JAA)/EU, nel gennaio del 2002, per proporre soluzioni pratiche alle questioni sollevate.
Nel meeting di Jalta nell'agosto del 2002 la task force sviluppò una serie di proposte per l'organizzazione della mutua accettazione e riconoscimento fra le certificazioni rilasciate da paesi membri dell'EASA e da quelle di paesi non EASA, con attenzione al futuro ruolo delle JAA.
In particolare i direttori generali delle autorità aeronautiche nazionali, furono d'accordo sulle conclusioni della task force ECAC/EC:
L'EASA dovrà farsi carico delle problematiche inerenti all'aeronavigabilità nel settore del trasporto civile, sia per gli stati membri dell'Unione europea che per tutti gli stati membri delle JAA. Queste problematiche riguarderanno fra l'altro il settore della manutenzione e quello della certificazione.
L'Agenzia dovrà inoltre sviluppare procedure che permetteranno il coinvolgimento, in fase di discussione di materie concernenti l'aeronavigabilità, degli stati non EASA appartenenti alle JAA.
In merito alla coesistenza JAA - EASA è stato deciso che le JAA saranno sciolte, dopo un periodo di transizione, nel quale continueranno a curare la regolamentazione ed il rilascio di certificazioni per i paesi JAA non EASA.
Inoltre è stato stabilito che la transizione dovrà avvenire rapidamente, ma comunque in modo da rispettare i seguenti punti:
- evitare la generazione di falle di sicurezza e assicurare che gli opportuni provvedimenti in materia, emanati da JAA/ECAC siano attuati
- assicurare un processo di transizione graduale con riferimento all'impatto sull'industria
- assicurare che i paesi non EU ma membri JAA possano continuare a partecipare al meccanismo pan europeo, nella cooperazione ad alto livello per la sicurezza nell'aviazione civile

Per realizzare questo delicato passaggio dalle JAA all'EASA nel modo ottimale, è stato istituito un gruppo di lavoro (working group) comprendente i paesi membri dell'EASA, i paesi non EASA membri delle JAA, l'Agenzia, la Commissione Europea e le JAA stesse.
Nel luglio 2005 il workgroup ha pubblicato una road map per la transizione dalle JAA all'EASA. In questo documento si stabiliscono priorità, modalità esecutive e un piano di scadenze per attuare le decisioni del meeting di Jalta e giungere per il 1º gennaio 2007 ad un quadro europeo rimodernato, così come mostrato nel grafico di seguito riportato.